# Kristelijke Arbeidersjongeren
Kristelijke Arbeidersjongeren (KAJ), voorheen Katholieke Arbeidersjeugd, is een oorspronkelijk Vlaamse, nu internationale, christelijke jongerenbeweging. De beweging heeft zo'n 300 afdelingen verspreid over Vlaanderen en wil jongeren vanaf 12 jaar begeleiden in de groei naar een volwassen christelijk leven. De organisatie biedt jongeren een vriendengroep en -vereniging, waar ze kunnen samenkomen, aan activiteiten deelnemen, of ze zelf organiseren (inhoud en ontspanning). Leden worden kajotters of kajotsters genoemd.

## Geschiedenis
Na de Eerste Wereldoorlog werden op verscheidene plaatsen initiatieven genomen om jonge werknemers te organiseren met speciale aandacht voor arbeidsvoorwaarden. Zo lanceerde Jozef Cardijn, toenmalig onderpastoor van Laken, in 1912 een eerste kern. In 1919 stichtte hij in Brussel de Jeunesse Syndicaliste. De beweging breidde uit naar Wallonië, veranderde in 1924 haar naam in Jeunesse Ouvrière Chrétienne (JOC) en hield in april 1925 haar eerste congres, waarna ze ook officieel werd erkend. Vanuit De Jonge Werkman van priester Bloquaux werd in 1924 de Vlaamse Katholieke Arbeidersjeugd gesticht. In 1926 werd de Vrouwelijke Katholieke Arbeidersjeugd (VKAJ) opgericht.
Vanaf 1927 (oprichting van de JOC in Frankrijk) en vooral na de Tweede Wereldoorlog groeide de KAJ vanuit België uit tot een wereldjeugdbeweging. In 1947 vond in Montreal een eerste internationaal congres plaats en in 1957 werd in Rome de Internationale KAJ gesticht.
Op haar hoogtepunt (in de jaren 1950) had de beweging tienduizenden leden. Na de dood van haar stichter (1967) ging het snel bergaf en door interne strubbelingen kwam het in 1976 tot een afsplitsing van de Kajottersbeweging (in de verbonden Ieper, Roeselare, Gent, Aalst, Brussel-Rand en Brussel-Stad). Op dat moment waren er dus vier bewegingen, namelijk KAJ, VKAJ, de Kajottersbeweging en de JOC-JOCF. KAJ en JOC-JOCF stelden zich zeer maatschappijkritisch op, terwijl de VKAJ en de Kajottersbeweging trouw bleven aan de traditie van apostolische vormingsbeweging. Het duurde tot 1995 eer KAJ, VKAJ en Kajottersbeweging, mede onder impuls van de koepel der christelijke werknemersorganisaties, elkaar weer vonden en de eengemaakte KAJ (met onderschrift 'Jongeren maken beweging') een feit was.
In 2008 was er intern discussie over het feit dat de jeugdbeweging pas begon vanaf 12 jaar. De belangrijkste reden is dat de jeugdbeweging zo zijn instroom verliest aan anderen en volgens sommige uitstervend was. Er is toen resoluut gekozen voor een jongerenwerking om zich te onderscheiden van andere jeugdbewegingen, maar het aantal KAJ-afdelingen is sindsdien achteruit gegaan.

## Voorzitters
- 2000-2003: Leslie Van Den Bos
- 2003-2007: Bart Neirynck
- 2007-2014: Bart Holvoet
- 2014-2018: Els Michiels
- 2019-2021: Syredin Kurtesi
- 2021-heden: Ben Rubbrecht